# Secrets in a Weird World
Secrets in a Weird World è il quarto  album del gruppo musicale power metal tedesco Rage, pubblicato nel 1989 dalla Noise Records.

## Edizioni
Nel 2002 è stata pubblicata una rimasterizzazione dell'album con cinque tracce in più e una copertina diversa.

## Tracce
Testi e musiche di Peter Wagner, tranne dove indicato.
1. Intro (Opus 32 No. 3) – 0:52
2. Time Waits for Noone – 4:49 (Manni Schmidt, Wagner)
3. Make My Day – 3:37
4. The Inner Search – 4:41
5. Invisible Horizons – 4:35
6. She – 5:20 (Schmidt, Wagner)
7. Light into the Darkness – 4:50
8. Talk to Grandpa – 2:45
9. Distant Voices – 5:48 (Schmidt, Wagner)
10. Without a Trace – 9:13
11. Lost Side of the World – 4:45

Remastered Bonus Tracks
1. Law and Order – 3:04
2. Mirror – 6:18 (Schmidt, Wagner)
3. Invisible Horizons (Live) – 5:38
4. (Those Who Got) Nothing to Lose – 4:13
5. Shame On You (Acoustic) – 4:47 (Schmidt, Wagner)

## Formazione
- Peter Wagner - voce, basso
- Manni Schmidt - chitarra
- Chris Efthimiadis - batteria